# 95824 Elger
95824 Elger este un asteroid din centura principală de asteroizi.

## Descriere
95824 Elger este un asteroid din centura principală de asteroizi. A fost descoperit pe 28 martie 2003 în cadrul programului CSS (Catalina Sky Survey). Asteroidul prezintă o orbită caracterizată de o semiaxă mare de 2,21 ua, o excentricitate de 0,17 și o înclinație de 4,2° în raport cu ecliptica.